# 萊克聖克羅伊比奇 (明尼蘇達州)
萊克聖克羅伊比奇（英語：Lake St. Croix Beach）是一個位於美國明尼蘇達州華盛頓縣的城市。

## 人口
根據2020年美國人口普查的數據，萊克聖克羅伊比奇的面積為2.60平方千米，當中陸地面積為1.46平方千米，而水域面積為1.14平方千米。當地共有人口1043人，而人口密度為每平方千米401人。